# Pseudocellus mitchelli
Espèce
Synonymes
- Cryptocellus mitchelli Gertsch, 1971

Pseudocellus mitchelli est une espèce de ricinules de la famille des Ricinoididae.

## Distribution
Cette espèce est endémique du Durango au Mexique. Elle se rencontre dans la grotte Cueva del Guano.

## Description
Le mâle holotype mesure 5 mm et la femelle 5,5 mm.

## Étymologie
Cette espèce est nommée en l'honneur de Robert W. Mitchell.

## Publication originale
- Gertsch, 1971 : Three new ricinuleids from Mexican caves (Arachnida, Ricinulei). Association for Mexican Cave Studies bulletin, no 4, p. 127-135.